# Rødt chok
Rødt chok er en gyserfilm fra 1973, instrueret af Nicolas Roeg og baseret på en novelle af Daphne du Maurier. Udover at fortælle historien om et ægtepars forsøg på at få kontakt med deres druknede datter under et ophold i Venedig er filmen kendt for den eksplicitte sexscene mellem de to hovedpersoner spillet af Donald Sutherland og Julie Christie. Det er ofte blevet hævdet, at denne scene ikke er simuleret, hvilket såvel skuespillerne som instruktøren dog altid har hævdet, den er.

## Handling
Filmen følger ægteparret Laura og John Baxter (spillet af Julie Christie og Donald Sutherland) på en rejse til Venedig, efter at deres barn er omkommet ved en drukneulykke. I Venedig møder parret to ældre søstre, hvoraf den ene hævder at være synsk og formår at komme i kontakt med det afdøde barn. Laura vil gerne tro på hende, mens John er imod tanken og koncentrerer sig om sit arbejde med at restaurere en gammel kirke. Imidlertid får John selv uforklarlige syn, hvor han synes at se sin datter i sin røde frakke på gaderne. Han ser imidlertid også Laura og de to ældre søstre på en begravelsesgondol, og filmen ender dramatisk.

## Baggrund
Filmen er ikke mindst blevet berømt for sexscenen mellem Christie og Sutherland midt i filmen. Denne var ikke med i manuskriptet, men Roeg fandt det nødvendigt at skabe en modvægt til parrets småskænderier i det meste af resten af filmen. Scenen er spillet så troværdigt, at det ofte er hævdet, at der må være tale om et ægte samleje, men dette er altid blevet benægtet af skuespillerne og instruktøren. I øvrigt er scenen krydsklippet med afslutningen af samlejet, hvor parret gør sig klar til at gå ud at spise (tager tøj på, lægger makeup osv.), hvilket giver et kalejdoskopisk indtryk, der glimrende matcher den øvrige films fragmentariske forløb. Sexscenen var den første, Sutherland og Christie skulle indspille, og de kendte ikke hinanden i forvejen. Roeg ville gerne have scenen overstået, men især Christie var skrækslagen på forhånd.
Byen Venedig med dens mange gamle bygninger og kanaler spiller en særdeles aktiv rolle i filmen som stemningsskaber. Om dagen giver den en lys stemning, mens den i aften- og nattescener (samt brug af rumklang) giver en klaustrofobisk fornemmelse.

## Medvirkende
- Donald Sutherland – John Baxter
- Julie Christie – Laura Baxter
- Hilary Mason – Heather, den synske søster
- Clelia Matania – Wendy, Heathers søster
- Massimo Serato – Biskop Barbaggio, Johns arbejdsgiver ved restaureringen